# Dorohiniczki
Dorohiniczki lub Drohiniczki (ukr. Шахтарське) – wieś na Ukrainie w rejonie włodzimierskim obwodu wołyńskiego.

## Historia
Pod koniec XIX w. wieś w gminie Chotiaczów, w powiecie włodzimierskim.
Do 2020 w rejonie iwanickim.